# ویلیستن (اوهایو)
ویلیستن (به انگلیسی: Williston) یک منطقهٔ مسکونی در ایالات متحده آمریکا است که در شهرستان اتاوا، اوهایو واقع شده‌است.